# Euclidische topologie
In de topologie en vooral in de algemene topologie, een deelgebied van de wiskunde, is de gewone of euclidische topologie de natuurlijke topologie, die wordt geïnduceerd op een euclidische ruimte {\displaystyle \mathbb {R} ^{n}} door de euclidische metriek, en op zijn beurt de deelruimtetopologie induceert op een deelverzameling van die euclidische ruimte. Om de verzameling {\displaystyle \mathbb {R} ^{n}} van een topologie te voorzien, betekent te zeggen welke deelverzamelingen van {\displaystyle \mathbb {R} ^{n}} open zijn, en dit op een zodanige manier te doen, dat aan de drie volgende axioma's wordt voldaan: 
1. De vereniging van open verzamelingen is een open verzameling.
2. De eindige doorsnede van open verzamelingen is een open verzameling.
3. De verzameling {\displaystyle \mathbb {R} ^{n}} en de lege verzameling {\displaystyle \varnothing } zijn open.

De euclidische topologie op de euclidische ruimte {\displaystyle \mathbb {R} ^{n}} wordt voortgebracht door de volgende boloppervlakken.
{\displaystyle O_{\varepsilon }(x)=\{y\in \mathbb {R} ^{n}\mid \|x-y\|_{2}<\varepsilon \}}
Dit zijn open verzamelingen en zij bestaan uit alle vectoren, die op een afstand minder dan {\displaystyle \varepsilon } van een gegeven vector {\displaystyle x} liggen. Zij induceren allemaal dezelfde topologie, omdat op {\displaystyle \mathbb {R} ^{n}} alle normen equivalent zijn.